# Aéroport de Merville - Calonne
L’aéroport de Merville - Calonne (code IATA : HZB • code OACI : LFQT) est un aéroport ouvert à la circulation aérienne publique (CAP), situé sur les communes de Lestrem et de Calonne-sur-la-Lys dans le Pas-de-Calais et de Merville dans le Nord (région Hauts-de-France, France).
Il est utilisé pour la formation de pilotes professionnels et de techniciens en maintenance aéronautique et pour la pratique d’activités de loisirs et de tourisme (aviation légère, aviation commerciale, hélicoptère et aéromodélisme).

## Histoire
L’aéroport de Merville - Calonne est une ancienne base aérienne établie par l’armée de l'air française à partir de 1936. Après avoir été utilisé successivement par la Royal Air Force et la Luftwaffe durant la Seconde Guerre mondiale puis de nouveau par la Royal Air Force à la Libération en tant qu’Advanced Landing Ground B-53, il a été aménagé aux standards de l’OTAN afin de servir de base opérationnelle de desserrement. Il est devenu aéroport civil depuis le retrait de l’OTAN en 1966.
Le Syndicat Mixte des aéroports de Lille-Lesquin et de Merville (SMALIM), constitué de la Région Hauts-de-France, la Communauté de Communes Flandre Lys (CCFL) et la Métropole européenne de Lille (MEL), s’est vu transférer par l’Etat la propriété, l'aménagement, l'entretien et la gestion de l'aérodrome par la loi n° 2004-809 du 13 août 2004 relative aux libertés et responsabilités locales.
L'aérodrome fut exploité dans le cadre d'une convention de mutation domaniale, entre 1981 et 2020, par la Chambre de commerce et d'industrie Armentières-Hazebrouck à laquelle s'est substituée la Chambre de commerce et d'industrie du Grand Lille puis la Chambre de commerce et d'industrie Région Hauts-de-France.
Depuis le 1er janvier 2021, l'aérodrome est exploité en gestion directe par le SMALIM.

## Installations

### Piste(s)
L’aéroport dispose de deux pistes orientées sud-nord (04/22) :
- une piste bitumée longue de 1 840 mètres et large de 30. Elle est dotée :
  - d’un balisage diurne et nocturne,
  - d’un indicateur de plan d’approche (PAPI) pour chaque sens d’atterrissage,
  - d’un système d’atterrissage aux instruments (ILS/DME) pour le sens d’atterrissage 22 ;
- une piste en herbe longue de 1 000 m et large de 80.
- il est équipe d'un système d'enregistrement doublé de la société Assmann Telecom de dernière génération Voice Collect

### Prestations
L’aéroport est contrôlé et dispose d’un service automatique de diffusion (ATIS). Les communications s’effectuent sur les fréquences de 127,900 MHz pour l’ATIS, de 126,475 MHz ou 120,275 MHz pour l’approche, de 119,075 MHz pour la tour et de 121,680 MHz pour le sol. Il est agréé pour le vol à vue (VFR) de nuit et le vol aux instruments (IFR).
S’y ajoutent : 
- une aire de stationnement de 9 540 m2 ;
- une aérogare de 195 m2 ;
- des hangars ;
- une station d’avitaillement en carburant (100LL et Jet A1) et en lubrifiant ;
- un restaurant[2].

## Activités

### Transports
L'aéroport n'accueille pas de ligne régulière commerciale.

### Loisirs et tourisme
- Aéroclub du CAL (Cercle Aérien de Lestrem)
- Club de vol à voile Flandre Artois (CVVFA)
- Aérosports (perfectionnement du pilotage et voltige aérienne)
- Aéroclub Les ailes de Paradis
- Aéroclub de la Lys et de l'Artois
- Cercle aérien Jean-Mermoz
- Parachutisme

Occasionnellement, un des derniers Dassault MD 311 Flamant no 260 en état de vol stationne à Merville.

### Sociétés implantées
- École de pilotage EPAG NG

### Statistiques
| Mouvements                 | 2001   | 2002   | 2003   | 2004   | 2005   | 2006   | 2007   | 2008   | 2009   | 2010   | 2011   | 2012   | 2013   | 2014   | 2015   | 2016   |
| -------------------------- | ------ | ------ | ------ | ------ | ------ | ------ | ------ | ------ | ------ | ------ | ------ | ------ | ------ | ------ | ------ | ------ |
| Mouvements commerciaux     | 25 042 | 23 456 | 2      | 8      | 4      | 12     | 0      | 4      | 2      | 0      | 0      | 0      | 0      | 0      | 0      | 0      |
| Mouvements non commerciaux | 23 569 | 17 864 | 76 252 | 80 330 | 70 305 | 68 160 | 61 242 | 65 042 | 63 203 | 59 212 | 58 674 | 54 064 | 22 620 | 29 728 | 23 895 | 26 740 |
| - Locaux                   | 13 604 | 8 930  | 0      | 62 261 | 53 479 | 59 528 | 47 959 | 53 228 | 47 237 | 59 212 | 58 674 | 54 064 | 22 620 | 29 728 | 23 895 | 26 740 |
| - Voyages                  | 9 965  | 8 934  | 76 252 | 18 069 | 16 826 | 8 632  | 13 283 | 11 814 | 15 966 | 0      | 0      | 0      | 0      | 0      | 0      | 0      |
| Total                      | 48 611 | 41 320 | 76 254 | 80 338 | 70 309 | 68 172 | 61 242 | 65 046 | 63 205 | 59 212 | 58 674 | 54 064 | 22 620 | 29 728 | 23 895 | 26 740 |

## Personnalités liées à l'aéroport
- Idriss Deby, président du Tchad a fait sa formation de pilote de Transall et de Noratlas à l’Institut aéronautique de Merville.